# 巫許姓
巫許姓是漢字姓氏的一個雙姓，源出自中國廣東潮州饒平坪溪（今潮州市饒平縣浮濱鎮）。巫許姓今分佈浮濱鎮下轄的上社村、岭头村等地，以及台灣、新加坡、馬來西亞一帶。

## 由來
根據《巫許氏族譜》記載，巫許氏之先祖許大安（1322年－1394年）於元朝末年出生在饒平縣隆眼城都樟樹下（今汕頭澄海縣隆都鎮樟籍村），從幼避居在饒平縣浮濱五祉鄉巫厝村的姑父巫氏家中，姑父與姑母視如己出，並為其娶妻授室。
1350年（至正10年），許大安攜妻遷至坪溪上社鄉落戶定居，不忘姑父母的養育之恩，並且告誡子孫：「不忘其所生，亦不廢其所養，巫許並存，而效前人之複姓，生養同服。」於是由其子巫許木穩開始傳承「巫許」複姓。

## 分佈
今在浮濱鎮下轄的上社村、岭头村等地共有19座祠堂冠以「巫许宗祠」，新中國成立時的人民政府為方便登記造冊，將當地的巫許族人的身份證和戶口本全部改為許姓，但巫許族人在村里的傳統祭祀活動仍保留使用「巫許」姓氏。
坪溪巫許氏派下又分為「許氏」和「巫氏」二姓，十一世巫許可宗由坪溪遷到黃岡，改為巫姓，其後裔又有改為許姓；十二世巫許天錫於康熙末年遷到台灣，改為許姓，其後裔世居桃園楊梅、觀音、平鎮等地；十二世巫許大亦於乾隆年間遷到台灣，改為巫姓，其後裔多世居中壢；十三世巫許河贊於乾隆年間遷到台灣，改為巫姓，其後裔世居新竹竹東，有一部份移居台北、基隆等地。
19世紀末，柔佛蘇丹推行港主制度，來自新加坡的巫許族人在新山、麻坡、峇株巴轄等地開拓港腳，留下老巫許、巫許前港、巫許後港等地名。港主制度廢除後，巫許家族返回新加坡定居，族人多已改為許姓，但仍有一戶保留「巫許」姓氏。